# Кхоракханг

Кхоракханг (тайск. ฆอ ระฆัง, ракханг — «колокол») — кхо, шестая буква тайского алфавита, малоупотребимая буква, относится к аксонтамкху (парная нижнего класса) и может быть только первого, третьего и четвёртого тона, как парная кхоракханг рассматривается с буквой верхнего класса кхокхай, которая как бы дополняет звук «кхо» и в свою очередь может быть второго и пятого тона. Как финаль относится к матре мекок. В современном лаосском исключена из алфавита. На клавиатуре проецируется на клавишу рус. Ы/англ. S.
При записи сакоткам заменяется на кхокхай, напр: ฆราวาส /คะ-รา-วาด/, кхарават — «мирянин».
Тонирование кхоракханг с проекцией на кхокхай:
| Сиенг саман | Сиенг эк | Сиенг тхо | Сиенг три | Сиенг тьаттава |
| ฆ           |          | ฆ่ = ข้     | ฆ้         |                |